# San Juan (condado de Hidalgo, Texas)
San Juan es una ciudad ubicada en el condado de Hidalgo en el estado estadounidense de Texas. En el Censo de 2010 tenía una población de 33856 habitantes y una densidad poblacional de 1.141,15 personas por km².

## Geografía
San Juan se encuentra ubicada en las coordenadas 26°11′25″N 98°9′8″O / 26.19028, -98.15222. Según la Oficina del Censo de los Estados Unidos, San Juan tiene una superficie total de 29.67 km², de la cual 29.67 km² corresponden a tierra firme y (0 %) 0 km² es agua.

## Demografía
Según el censo de 2010, había 33856 personas residiendo en San Juan. La densidad de población era de 1.141,15 hab./km². De los 33856 habitantes, San Juan estaba compuesto por el 89.23 % blancos, el 0.32 % eran afroamericanos, el 0.24 % eran amerindios, el 0.18 % eran asiáticos, el 0.01 % eran isleños del Pacífico, el 9.07 % eran de otras razas y el 0.94 % pertenecían a dos o más razas. Del total de la población el 96.69 % eran hispanos o latinos de cualquier raza.

## Educación
El Distrito Escolar Independiente de Pharr-San Juan-Alamo (PSJAISD) gestiona las escuelas públicas que sirven a la mayoría de la ciudad. La escuela preparatoria Pharr-San Juan-Alamo High School (PSJA High) sirve a la mayoría de la ciudad, y la preparatoria Pharr-San Juan-Alamo Memorial High School (PSJA Memorial) en Álamo sirve a una pequeña parte al noreste.
El Distrito Escolar Independiente de Hidalgo sirve a una otra parte de la ciudad de San Juan.
El Distrito Escolar Independiente South Texas gestiona escuelas magnet que sirven a la comunidad.